# De grijze kunsten
Heer Bommel en de grijze kunsten (in boekuitgaven/spraakgebruik verkort tot De grijze kunsten) is een verhaal uit de Bommelsaga, geschreven en getekend door Marten Toonder. Het verhaal verscheen voor het eerst op 2 november 1976 en liep tot 5 januari 1977. Het verhaal gaat over een vakbekwaamheidstest.

## Voetnoot
1. ↑   Van 26 oktober tot 2 november was Marten Toonder volgens heer Bommel op vakantie.